# Високи технологии
Високи технологии (на английски: high technology, high tech, hi-tech) или на кирилица хай-тех е общо наименование на най-новите и усъвършенствани технологии на своето време.
Преходът към използване на високи технологии и свързаните с тях технически нововъведения са най-важната характеристика на научната революция и свързаното с нея технологично развитие. Към високите технологии обикновено се причисляват най-наукоемките отрасли на промишлеността.

## Икономически отрасли
- Микроелектроника
- Информационни технологии
  - Компютри
  - Програмиране
  - Изкуствен интелект
- Роботика
- Нанотехнологии
- Атомна енергетика
- Самолетостроене
- Космическа техника
- Биотехнология
  - Генно инженерство
  - Микробиология
- Телекомуникации